# Giorgio Caproni
Giorgio Caproni (Livorno, 7 gennaio 1912 – Roma, 22 gennaio 1990) è stato un poeta, critico letterario, traduttore e scrittore italiano.

## Biografia
(G. Caproni, Cadenza, 1972)

### Periodo livornese
Giorgio Caproni nasce a Livorno il 7 gennaio del 1912 da Attilio e Anna Picchi. È probabile che la famiglia Caproni abbia ascendenze germaniche e che un lontano parente, Bartolomeo Caproni, lo zi' Meo, fosse un “contadino e consulente linguistico” del Pascoli. Il padre di Giorgio, Attilio, figlio di un sarto che aveva fatto il garibaldino, era nato a Livorno e lavorava come ragioniere nella ditta dei Colombo, importatori di caffè: era un appassionato di musica «amava la Scienza con la S maiuscola. Il suo Dio, era la Ragione, sempre con la R maiuscola. In materia di religione il suo atteggiamento era quello di un'assoluta indifferenza. La madre, Anna Picchi, figlia di Gaetano Picchi, guardia doganale ed “ebanista” a tempo perso, e di Fosca Bettini, frequentò da ragazza il Magazzino Cigni, una delle case di moda allora in auge a Livorno [...]. Fu donna d'ingegno fino e di fantasia, sarta e ricamatrice abilissima, suonatrice di chitarra, ecc. Amava molto frequentare i circoli e ballare.».”.
Gli anni tra il 1915 e il 1921 sono “anni di lacrime e miseria nera”: “dopo il richiamo alle armi di mio padre […] capitombolammo in via Palestro, in coabitazione con la bellissima Italia Bagni nata Caproni e suo marito Pilade, massone e bestemmiatore di professione nonché barbiere dirimpetto allo Sbolci, arcifamoso fra gli scaricatori per i suoi fulminanti ponci al rhum”.
Caproni impara a leggere da solo, a quattro anni, sulle pagine del Corriere dei Piccoli, frequenta l'Istituto del Sacro Cuore “dove feci la prima e la seconda elementare tra i mi rallegro di Suor Michelina, lei minacciandomi ogni volta di levarmi il distintivo di guardia d'onore”; “le suore mi riempivano di santini. Erano molto affettuose. Ma il buon Dio che cercavano di farmi amare passava su di me come l'acque su una pietra dura”. Frequenta la terza elementare alle comunali Gigante “dove il maestro Melosi, sadicamente, si divertiva a farmi piangere sul De Amicis”. Al termine della prima guerra mondiale la famiglia si trasferisce nella casa più grande di via de' Larderel. Proprio in questo periodo incominciano le scorrerie squadriste, particolarmente violente a Livorno, ed a queste Caproni si riferisce quando scrive “anni duri in cui non ancora decenne vidi ammazzare la gente per la strada”. Rievoca poi con nostalgia le passeggiate domenicali con il padre “Erano i tempi in cui mio padre Attilio, ragioniere, mi portava con mio fratello Pier Francesco agli Archi in aperta campagna, o – se d'estate – ai Trotta o ai famosi bagni Pancaldi, quando addirittura, un po' in treno e un po' in carrozza, non ci spingevamo fino a San Biagio nella tenuta di Cecco, allevatore e domatore di cavalli, bravissimo in groppa ai più focosi”. 
Col padre si reca al Teatro degli Avvalorati dove vede Mascagni dirigere la Cavalleria rusticana. È affascinato dai treni e sogna di fare il macchinista “con mio fratello trascorrevo ore, nei nostri liberi pomeriggi livornesi, sul cavalcavia nei pressi dell'acqua della Salute, gli occhi incantati sul rettifilo del binario dove, fra poco, o come per prodigio, sarebbe apparso il direttissimo delle 16 e 17 o il rapido (l'espresso, si diceva, allora) tutto vagoni-letto delle 19, che fascinosamente veniva chiamato Valigia delle Indie". A testimonianza di questa passione, un trenino elettrico Rivarossi resterà per sempre in bella vista nel suo studio e con i suoi allievi, a scuola, userà i trenini per istruirli giocando. Precoci le prime letture, “a Livorno, quando ancora facevo la seconda elementare, scoprii fra i libri di mio padre un'antologia dei cosiddetti Poeti delle origini (i Siciliani, i Toscani). Chissà perché mi misi a leggerli con gusto, insieme con il Corriere dei piccoli.”. Risale a questi anni anche il primo incontro con la Commedia dantesca che il padre comprava a dispense in “edicola, nella edizione Nerbini di Firenze con le splendide illustrazioni di Doré”. È probabile che già a Livorno, Caproni abbia preso quello che chiama “il baco della letteratura” e abbia scritto il primo tentativo di racconto (“un racconto sul diavolo”, intitolato Leggenda montanina, ancora conservato fra le sue carte). Del suo carattere malinconico già mostratosi durante l'infanzia dice: “ero un ragazzaccio, sempre in mezzo alle sassaiole, quando non me ne restavo incantato o imbambolato. Non ero molto allegro: tutto mi metteva veleno in partenza: mi noleggiavo per un'ora la barca o la bicicletta, e già vedevo quell'ora finita. Ne soffrivo in anticipo la fine”.
A proposito di Livorno scriverà: “esisterà sempre, finché esisto io, questa città, malata di spazio nella mia mente, col suo sapore di gelati nell'odor di pesce del Mercato Centrale lungo i Fossi e con l'illimitato asfalto del Voltone (un'ellisse contornata di panchine bianche e in mezzo due monumenti alle cui grate di ferro sul catrame io potevo vedere, sotto il piazzale immenso schiacciando ad esse il viso fino a sentire il sapore invernale del metallo l'acqua lucidamente nera transitata dai becolini pieni di seme di lino”).

### Periodo genovese

#### 1922-1929
Dopo la nascita della terza figlia, Marcella, nel marzo del 1922 i Caproni, dopo una breve sosta a La Spezia, si trasferiscono a Genova, dove il padre, rimasto senza lavoro in seguito al fallimento della sua ditta, era stato assunto dall'azienda conserviera Eugenio Cardini, con sede nel palazzo Doria. Ecco alcune delle parole scritte da Caproni per salutare la sua città natale: “Mentre l'ultima bandiera rossa s'ammainava in fiamme in via del Corallo, o lungo via del Riseccoli [oggi via Palestro] e viale Emilio Zola pieno di ghiande e di polvere, in carrozza me ne andai per sempre alla ferrovia. E da quel giorno Livorno non la rividi più, vidi per l'ultima volta dal finestrino i prati rigati dai sentieri fra il trifoglio quasi neri degli Archi e il camposanto dei Lupi, dove erano sotterrati i miei nonni”. A Genova la famiglia Caproni abita in via S.Martino e poi in Via Michele Novaro, piazza Leopardi e via Bernardo Strozzi: "La città più mia, forse, è Genova. Là sono uscito dall'infanzia, là ho studiato, son cresciuto, ho sofferto, ho amato. Ogni pietra di Genova è legata alla mia storia di uomo. Questo e soltanto questo, forse, è il motivo del mio amore per Genova, assolutamente indipendente dai pregi in sé della città. Ed è per questo che da Genova, preferibilmente, i miei versi traggono i loro laterizi". Tra gli hobby più curiosi coltivati in questi anni è da rilevare la passione per l'allevamento di piccoli rettili e anfibi (tritoni, salamandre, lucertole). Finisce le elementari alla scuola Pier Maria Canevari e frequenta le complementari alla Regia Scuola Tecnica Antoniotto Usodimare, studiando contemporaneamente violino e composizione all'Istituto musicale Giuseppe Verdi, in Salita Santa Caterina (ottiene anche una medaglia d'oro per il solfeggio), dove si diploma nel 1925. Proprio studiando composizione Caproni racconta di avere scritto per la prima volta dei versi: "Da ragazzo studiavo armonia musicale, tentavo di comporre dei corali a quattro voci. Normalmente al tenore si affidano dei versi, che io attingevo dai classici più musicabili e piani, come Poliziano, Tasso o Rinuccini, finché un giorno mi accorsi che il mio maestro - questi versi - non li leggeva nemmeno. Da allora mi feci vincere dalla pigrizia e cominciai a scriverne di miei. È così che ho iniziato; poi il musicista è caduto ed è rimasto il paroliere, ma non è un caso che tutto questo sia accaduto a Genova, città di continua musicalità per il suo vento. Andavo al ponte dell'Alba, dove alla ringhiera ci sono dei dischi che fischiano una musica straordinariamente moderna. I miei amici versi sono nati in simbiosi con il vento". Tra le prime letture vanno annoverate Schopenhauer, Verne, Machado, Lorca e una passione per i film di Francesca Bertini.

#### 1930-1932
All'età di diciotto anni, Caproni abbandona le ambizioni di violinista, dopo aver molto faticato sul bellissimo violino Candi, prestatogli dal maestro Armando Fossa: «Ormai ero un giovanotto. Studiavo di giorno e la notte suonavo nell'orchestra di una balera. Le canzoni in voga erano "Noi che siamo le lucciole", "Adagio, Biagio"...Intendiamoci: suonavo anche nelle opere. Violino di prima fila. Tutti dicevano che avevo un brillante avvenire. Ma una sera, chiamato a sostituire il primo violino in un a solo della Thaïs di Jules Massenet, me la cavai abbastanza bene, però ebbi un'emozione tale che capii di non essere tagliato per quella professione. E a casa spezzai lo strumento. Avevo diciotto anni.» Per quanto riguarda i suoi interessi letterari invece: "Fino a diciott'anni non sono stato che un solitario studente di violino, alle prese con l'Alare o il Mazas o il Kreutzer, e di letteratura altro non ho saputo che quella imparata a scuola o comprata sulle solite bancarelle. Non solo: ma anche quando mi decisi a sotterrare, per scrivere i primi versi, il piccolo feretro nero della mia prima illusione, amorosamente portato sotto il braccio per tanti anni, nemmeno allora mi introdussi nel cosiddetto mondo letterario, ammesso che a Genova ne esistesse, in quel torno di tempo, uno." I suoi amici abituali di allora sono il poeta e critico Tullio Cicciarelli, poi giornalista al «Lavoro», il futuro critico teatrale e regista Giannino Galloni, e soprattutto compagni di studio di violino (Ferdinando Forti, Adello Ciucci, con il quale compie molte letture). Scrive intanto, e copia a macchina la domenica nello «scagno» del padre in piazza della Commenda, le prime poesie, «vagamente surrealiste, o forse futuriste», influenzato dalle pagine dell'«Italia letteraria» («i versi furono per me il surrogato della musica tradita»). Si impiega presso lo studio dell'avvocato Colli, in via XX Settembre, dove scopre e sottrae l'Allegria di Ungaretti, «vero e proprio sillabario» poetico: «M'insegnava infatti a ritrovare in casa nostra il sapore perduto della grande - semplice - poesia parola per parola, silenzio per silenzio, e non unicamente sulle pagine rubate che mi stavan sott'occhio, ma anche, chissà per quale contagio (ed è la più grande lezione che mai abbia appreso da un nostro poeta contemporaneo) sulle pagine che già credevo d'aver letto di altri grandi poeti antichi e moderni, che ora invece (dopo la scansione dell'Allegria) mi pareva non di rileggere, ma di leggere per la primissima volta, e con una partecipazione intima che prima non m'ero sognata». Risale a questo periodo anche l'incontro con gli Ossi di seppia montaliani, comprati su una bancarella nell'edizione Ribet del 1928: "M'incontrai per la prima volta con Ossi di seppia intorno al '30, a Genova, e subito quelle pagine m'investirono con tale energia [...] da diventar per sempre parte inseparabile del mio essere, alimento e sangue della mia vita, indipendentemente e al di sopra dei riflessi, benefici o malefici, che tale poesia ha potuto avere sui pochi e poveri versi che ho scritto. | Montale ha per me il potere della grande musica, che non suggerisce né espone idee, ma le suscita in una con l'emozione profonda, e posso dire ch'egli è uno dei pochissimi poeti d'oggi che in qualche modo sia riuscito ad agire sulla mia percezione del mondo". Legge poi Cardarelli, i poeti della «Riviera ligure», Ceccardo Roccatagliata Ceccardi, Giovanni Boine, Mario Novaro e soprattutto Camillo Sbarbaro, incontrato anche su Circoli, di cui Caproni diventa assiduo lettore. Invia alcune poesie proprio alla rivista Circoli che però vengono respinte da Adriano Grande con parole non troppo incoraggianti: "Egregio Signore, la poesia è fatta per tre quarti di pazienza. Abbia molta pazienza e aspetti." Anche da questi rifiuti nasce l'esigenza di una «risillabazione» della propria poesia, perseguita con un singolare sguardo all'indietro: «Ho sentito il bisogno di riimmergermi nella tradizione, dopo tante invenzioni lambiccate e incomprensibili. E siccome la cura doveva essere radicale, ho scelto, per iniziare questo viaggio all'indietro, il Carducci, ossia il poeta che mi era più antipatico. E così parecchi hanno detto, ma quasi sempre dietro mia indicazione, che c'è in me un che di carducciano (del Carducci "macchiaiolo" naturalmente). Comunque, Carducci a parte, le mie vere fonti sono i poeti delle origini, dai siciliani ai toscani prima di Cavalcanti: poeti che usavano una lingua in fondo ancora inesistente, e quindi dura, spigolosa, non addomesticata a ritmi cantabili.». Al 1932 Caproni ha sempre fatto risalire il proprio vero esordio poetico.

### Anni successivi
Le prime raccolte, Come un'allegoria (nel 1936) e Ballo a Fontanigorda (nel 1938), escono per l'editore genovese Emiliano degli Orfini.  Dal settembre 1933 all'agosto 1934 compì il servizio militare nel 42º reggimento fanteria di stanza a Sanremo. Nel 1939, dopo un breve periodo a Pavia, si trasferisce a Roma, dove abiterà per tutta la vita, pur trascorrendo le estati a Loco di Rovegno, dove aveva insegnato in gioventù e conosciuto Rina Rettagliata, la compagna della vita e moglie dal 1937. Dopo essere stato richiamato alle armi, nel giugno 1940 fu inviato a combattere la fulminea campagna di Francia, che molti anni dopo avrà a definire «un capolavoro di insensatezza». Tale esperienza lo condusse in una fase di profonda riflessione e ripensamento, che però non gli impedì di esprimersi con toni celebrativi verso il regime in alcuni articoli pubblicati nella rivista Augustea tra il 1938 e il 1940. L'8 settembre 1943 si trovava a Loco. Posto di fronte all'eventualità di arruolamento nelle brigate della Repubblica di Salò preferì entrare nella Resistenza, attiva in Val Trebbia, svolgendo, come commissario del Comune di Rovegno, compiti essenzialmente civili. Fu per molti anni maestro elementare, iniziando a Casorate Primo la sua esperienza di insegnamento.
Nel 1948 partecipò al Congresso Mondiale degli Intellettuali per la Pace, che si tenne a Breslavia.
La raccolta Il passaggio di Enea raccoglie tutte le sue poesie pubblicate fino al 1956 e riflette la sua esperienza di combattente durante la Seconda guerra mondiale e la Resistenza e raccoglie le poesie delle raccolte precedenti.
Muore a Roma nel gennaio 1990. È sepolto con la moglie Rina nel cimitero di Loco di Rovegno.

## La poetica
Nella sua poesia canta soprattutto temi ricorrenti (Genova, la madre e la città natale, il viaggio, il linguaggio), unendo raffinata perizia metrico-stilistica a immediatezza e chiarezza di sentimenti. Nel corso della sua produzione Caproni procede sempre maggiormente verso l'utilizzo di una forma metrica spezzata, esclamativa, che rispecchia l'animo del poeta alle prese con una realtà sfuggente impossibile da fissare con il linguaggio. Questo stile è evidente anche nell'impiego della forma classica del sonetto, impiegato in forma "monoblocco", ovvero senza divisioni strofiche. Caproni spezza la regolarità e il ritmo del sonetto utilizzando rime interne, enjambements, una sintassi spesso franta e il ricorso a interiezioni. L'ultima fase della sua poesia (da Il muro della terra in poi) insiste sul tema del linguaggio come strumento insufficiente e ingannevole, inadeguato a rappresentare la realtà: 
ogni opera in versi o in prosa.
Nessuno è mai riuscito a dire
cos’è, nella sua essenza, una rosa»
(da Res amissa)

## Riconoscimenti

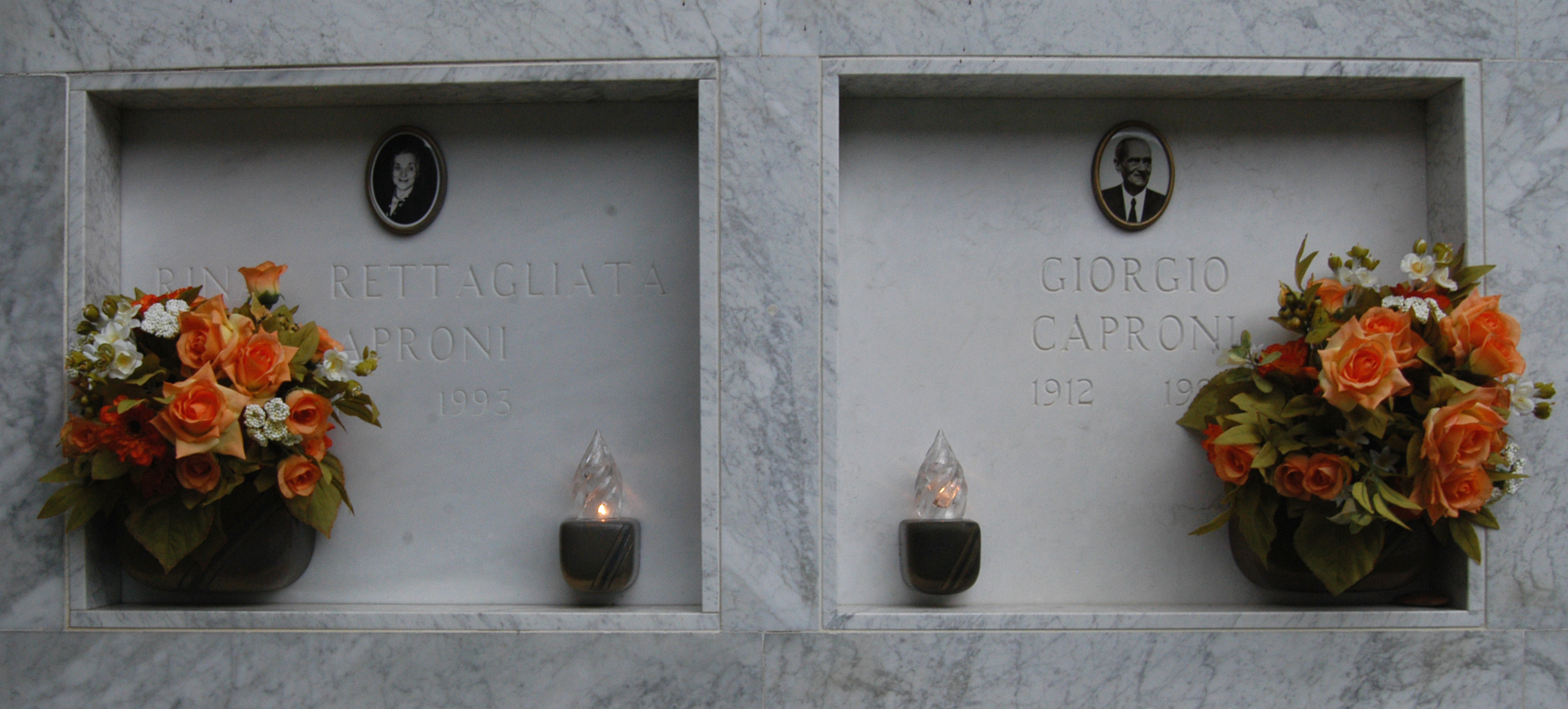
La tomba del poeta Caproni e della moglie a Loco di Rovegno

All'inizio del XXI secolo la Provincia di Genova ha istituito il Parco Culturale "Giorgio Caproni", con sede a Montebruno. Uno dei luoghi interessati è il Sentiero Poetico Giorgio Caproni a Fontanigorda (GE), il paesino cantato dal poeta in una delle sue prime raccolte e distante solo un paio di chilometri dal luogo (Loco di Rovegno) nel quale il giovane Caproni insegnò alle Elementari tornato dal fronte.

A Livorno, una targa posta in Corso Amedeo l'11 novembre 2007 ricorda il luogo in cui Giorgio Caproni nacque 
Inoltre, sempre nella città natale, il 14 febbraio 2009 gli è stata intitolata una piazza del centro, in via Maggi, zona Piazza Cavour.
A Fontanigorda, paesino dell'entroterra genovese, il 12 agosto 2009 è stato inaugurato il centro culturale Giorgio Caproni. Il centro è stato aperto a cura dell'associazione di gemellaggio fra Fontanigorda e Saint-Maime. La località della Val Trebbia fu cara al poeta che nel 1938 le dedicò una delle sue prime opere "Ballo a Fontanigorda" e a pochi passi dal borgo si trova la passeggiata sul "sentiero di Caproni".
All'esame di maturità del 2017, per l'analisi del testo nella prova di lingua italiana è stata scelta la poesia Versicoli quasi ecologici (da Res Amissa).

## Attività di traduttore
Caproni è stato un fine traduttore dal francese (e più raramente da altre lingue). In particolare si ricordano di lui le prime traduzioni in italiano di opere quali Morte a credito di Louis-Ferdinand Céline. Alcune sue traduzioni poetiche sono state raccolte in Quaderno di traduzioni, a cura di Enrico Testa, con prefazione di Pier Vincenzo Mengaldo (Einaudi, 1998), su progetto dello stesso Caproni, che dichiarò di non aver «mai fatto differenza, o posto gerarchie di nobiltà, tra il mio scrivere in proprio e quell'atto che, comunemente, viene chiamato tradurre».

## Opere su testi di Caproni
Radura per soprano e pianoforte del compositore Luca Brignole, su testo dell'omonima poesia di Caproni, è stata composta nel 2012 per celebrare il centenario della nascita del poeta, ed eseguita al Conservatorio Niccolò Paganini di Genova durante l'omaggio a lui dedicato.

## Cinema
- Amico stimato di Pier Paolo Pasolini, Giorgio Caproni nel 1975 prese parte al suo ultimo film Salò o le 120 giornate di Sodoma, doppiando l'attore non professionista Giorgio Cataldi nel ruolo dello spietato, apatico e lunatico Monsignore.[21]
- Statale 45 - Io, Giorgio Caproni è il titolo di un film scritto, diretto e interpretato dall'attore Fabrizio Lo Presti dedicato a Caproni. Nato come cortometraggio per la partecipazione a un concorso indetto dalla provincia di Genova nel 2006, ottenuta la menzione d'onore e sollevati pareri positivi da parenti e amici di Caproni, è diventato lungometraggio nello stesso anno. Il risultato finale è una docufiction prodotta da Les Films Du Caniveau in collaborazione con la comunità montana della Val Trebbia, nella quale i figli del poeta, Silvana e Attilio Mauro, recitano nel ruolo di se stessi.[22]
- Il cappotto di lana è il titolo di un cortometraggio di finzione, diretto da Luca Dal Canto, dedicato al poeta labronico e realizzato in occasione del Festival Caproni organizzato a Livorno nel dicembre 2012. Tra il 2012 e il 2017 il cortometraggio ha ottenuto 57 selezioni ufficiali e 16 premi in festival nazionali e internazionali. È stato inoltre distribuito in Francia con il titolo di “Le manteau en laine”.[23]

## Opere (parziale)

### Poesia
- Come un'allegoria (1932-1935), prefazione di Aldo Capasso, Genova, Degli Orfini, 1936.
- Come un'allegoria, prefazione di Rosanna Bettarini, Genova, Edizioni San Marco dei Giustiniani, "Quaderni del tempo", 2002. ISBN 978-88-7494-0806
- Genova di tutta la vita, a cura di Giorgio Devoto, Genova, Edizioni San Marco dei Giustiniani, "Quaderni di poesia", 1997. ISBN 88-7494-002-5
- Ballo a Fontanigorda, Genova, Degli Orfini, 1938.
- Finzioni, Roma, Istituto grafico tiberino, 1941.
- Cronistoria, Firenze, Vallecchi, 1943.
- Stanze della funicolare, Roma, De Luca, 1952. Premio Savinio di Poesia nell'ambito del Premio Viareggio[24]
- Stanze della funicolare, introduzione di Anna Dolfi, Genova, Edizioni San Marco dei Giustiniani, "La Biblioteca Ritrovata", 2012. ISBN 978-88-7494-2428
- Litania, 1954
- Il passaggio di Enea. Prime e nuove poesie raccolte, Firenze, Vallecchi, 1956.
- Il seme del piangere, Milano, Garzanti, 1959. Premio Viareggio di Poesia[24]
- Congedo del viaggiatore cerimonioso & altre prosopopee, Milano, Garzanti, 1965.
- Il Terzo libro e altre cose, Torino, Einaudi, 1968.
- Versicoli del Controcaproni, 1969 e seguenti, inediti
- Il muro della terra, Milano, Garzanti, 1975.
- Erba francese, Senningerberg (Lussemburgo), Origine, 1979.
- L'ultimo borgo. Poesie, 1932-1978, a cura di Giovanni Raboni, Milano, Rizzoli, 1980.
- Il franco cacciatore, Milano, Garzanti, 1982.
- Tutte le poesie, Milano, Garzanti, 1983.
- Il conte di Kevenhüller, Milano, Garzanti, 1986.
- Allegretto con brio, Lugano, Laghi di Plitvice, 1988.
- Poesie 1932-1986, Milano, Garzanti, 1989. ISBN 88-11-66900-6.
- Res amissa, a cura di Giorgio Agamben, Milano, Garzanti, 1991. ISBN 88-11-63101-7.
- L'opera in versi, edizione critica a cura di Luca Zuliani, prefazione di Pier Vincenzo Mengaldo, Milano, A. Mondadori, 1998. ISBN 88-04-43586-0.
- Quaderno di traduzioni, a cura di Enrico Testa, Torino, Einaudi, 1998. ISBN 88-06-14298-4.
- I faticati giorni. Quaderno veronese 1942, a cura di Adele Dei, Genova, San Marco dei Giustiniani, 2000.

### Narrativa
- Giorni aperti: itinerario di un reggimento al fronte occidentale, Roma, Edizioni di Lettere d'oggi, 1942
- Il labirinto, Milano, Rizzoli, 1984. ISBN 88-17-79002-8.
- La valigia delle Indie e altre prose, a cura di Adele Dei, Pistoia, Via del vento, 1998.
- Aria celeste e altri racconti, Milano, Libri Scheiwiller, 2003. ISBN 88-7644-395-9.
- Racconti scritti per forza, a cura di Adele Dei, con la collaborazione di Michela Baldini, Milano, Garzanti, 2008. ISBN 978-88-11-68337-7.
- Frammenti di un diario. 1948-1949, a cura di Federico Nicolao, Genova, San Marco dei Giustiniani, 1995.

### Critica, saggi letterari e lettere
- La scatola nera, a cura di Giovanni Raboni, Milano, Garzanti, 1996. ISBN 88-11-59854-0.
- Aeroporto delle rondini e altre cartoline di viaggio, Lecce, P. Manni, 2000. ISBN 88-8176-071-1.
- Era così bello parlare. Conversazioni radiofoniche con Giorgio Caproni, prefazione di Luigi Surdich, Genova, Il melangolo, 2004. ISBN 88-7018-511-7.
- Carissimo Giorgio, carissimo Mario. Lettere 1942-1989, con Mario Luzi, a cura di Stefano Verdino, 2004.
- Amore com'è ferito il secolo. Poesie e lettere alla moglie, a cura di Stefano Verdino, Milano, Libri Scheiwiller, 2004. ISBN 88-7644-434-3.
- Giudizi del lettore. Pareri editoriali, Genova, Il melangolo, 2006. ISBN 88-7018-621-0.
- Una poesia indimenticabile. Lettere 1936-1986, con Carlo Betocchi, a cura di Daniele Santero, prefazione di Giorgio Ficara, Lucca, M. Pacini Fazzi, 2007. ISBN 978-88-7246-799-2.
- Lettere a Giorgio Caproni, 1956-1967, con Camillo Sbarbaro, a cura di Antonella Padovani Soldini, Genova, San Marco dei Giustiniani, 2010. ISBN 978-88-7494-234-3.
- Lettere 1952-1963, con Giuseppe De Robertis, a cura di Anna Marra, con uno scritto di Attilio Mauro Caproni, 2012.
- Prose critiche, 4 voll., a cura di Raffaella Scarpa, prefazione di Gian Luigi Beccaria, Roma, Bulzoni, 2012. ISBN 978-88-7870-661-3.
- Sulla poesia a cura di Roberto Mosena, Trieste-Roma, Italosvevo, 2016. ISBN 978-88-99028-16-9.
- Taccuino dello svagato, a cura di Alessandro Ferraro, Firenze, Passigli, 2018.
- Carteggio 1947-1983, con Vittorio Sereni, a cura di Giuliana di Febo-Severo, Olschki, Firenze, 2020. ISBN 9788822266125.

### Articoli e interviste
- Giorgio Caproni, Miseria all'orlo di Roma, in Strenna dei Romanisti, VII, Roma, Tip. Staderini, 1946,  pp. 27-30.
- Giorgio Caproni, La Fiera Letteraria, Milano, 1975.
- Giorgio Caproni, Rassegna della Letteratura italiana, Pisa, Le Lettere, 1981.
- Giorgio Caproni, Il macchinista, 1959.
- Giorgio Caproni, Italia socialista, 1948.
- Ferdinando Camon, Il mestiere dei poeta, Garzanti, 1982.
- Giorgio Caproni, Il Telegrafo, 1976.
- Melissa Rota (a cura di), Il mondo ha bisogno dei poeti: interviste e autocommenti 1948-1990, introduzione di Anna Dolfi, Firenze, Firenze University Press, 2014, ISBN 88-6655-676-9, OCLC 910987542. URL consultato il 21 giugno 2017.

### Traduzioni principali
- Marcel Proust, Il tempo ritrovato, Torino, Einaudi, 1951.
- Charles Baudelaire, I fiori del male. Comprese le poesie condannate, Napoli, A. Curcio, 1962.
- René Char, Poesia e prosa, Milano, Feltrinelli, 1962.
- Louis-Ferdinand Céline, Morte a credito, Milano, Garzanti, 1964.
- Guy de Maupassant, Bel-Ami, Milano, Garzanti, 1965.
- Blaise Cendrars, La mano mozza, Milano, Garzanti, 1967.
- André Frénaud, Il silenzio di Genova e altre poesie, Torino, Einaudi, 1967.
- Federico García Lorca, Il maleficio della farfalla. Commedia in due atti e un prologo, 1971.
- André Frénaud, Non c'è paradiso. 1943-1960, Milano, Rizzoli, 1971.
- Jean Genet, Tutto il teatro, Milano, Il Saggiatore, 1971 (Contiene: Vigilanza stretta, Le serve, I paraventi, I negri, Il balcone, tradotti con Rodolfo Wilcock).
- Wilhelm Busch, Max e Moritz. Ovvero Pippo e Peppo, Milano, Rizzoli, 1974.
- Jean Genet, 4 romanzi. Nostra Signora dei fiori, Miracolo della rosa, Querelle di Brest, Pompe funebri e Diario del ladro, Milano, Il Saggiatore, 1975.
- Federico García Lorca, Lamento per Ignazio Sánchez Mejías, Milano, Guanda, 1978.
- Guillaume Apollinaire, Poesie, Milano, Rizzoli, 1979.
- Gustave Flaubert, L'educazione sentimentale del 1845, in Opere, I, 1838-1862, Milano, A. Mondadori, 1997, ISBN 88-04-37293-1.

## Archivio
L'Archivio di Giorgio Caproni si articola in due fondi distinti. Un primo fondo  conservato presso l'Archivio contemporaneo Alessandro Bonsanti del Gabinetto scientifico letterario G. P. Vieusseux di Firenze, venne depositato nel marzo 1999 dalla Fondazione Carlo Marchi, proprietaria delle carte del poeta, in precedenza acquistate dalla famiglia di Giorgio Caproni. Il fondo, copre un arco cronologico dal 1921 al 1995 (corrispondenza, manoscritti, materiale a stampa e carte varie). Giunto in archivio provvisto di un inventario di versamento, è stato oggetto di un lavoro di riordino che si è concluso con la redazione di un inventario sommario. Successivamente è stata descritta analiticamente la serie della corrispondenza, inventariata in una banca dati raggiungibile on line; il resto della documentazione è stato descritto nella stessa banca dati e ricercabile esclusivamente su questa piattaforma informatica.
Un altro fondo Giorgio Caproni è stato venduto dagli eredi dello scrittore al Ministero per i Beni e le Attività Culturali e depositato presso la Biblioteca nazionale centrale di Firenze. Il fondo è suddiviso in due partizioni: la corrispondenza (15 cassette) e la documentazione varia della sua attività pubblicistica (15 cassette) disponibile alla consultazione mediante un elenco analitico di consistenza disponibile in Sala manoscritti.

## Premi ricevuti
Nel 1982 viene insignito del Premio Feltrinelli per la Poesia, assegnato dall'Accademia Nazionale dei Lincei.